# Koroljov (kráter na Marsu)
Koroljov je impaktní kráter na Marsu. Leží na planině Planum Boreum na severu Marsu, jižně od dunového pole Olympia Undae. Je pojmenován po Sergeji Koroljovovi, otci sovětské kosmonautiky.
Kráter má v průměru asi 82 kilometrů. Jeho okraj se zvedá až dva kilometry nad okolní pláň, dno se nachází až 1,5 kilometru pod úroveň pláně. Kráter je vyplněn vodním ledem o mocnosti až 1,8 kilometru a průměru kolem 60 kilometrů. Led je stabilní, protože stěny kráteru fungují jako tzv. studená past.

## Galerie

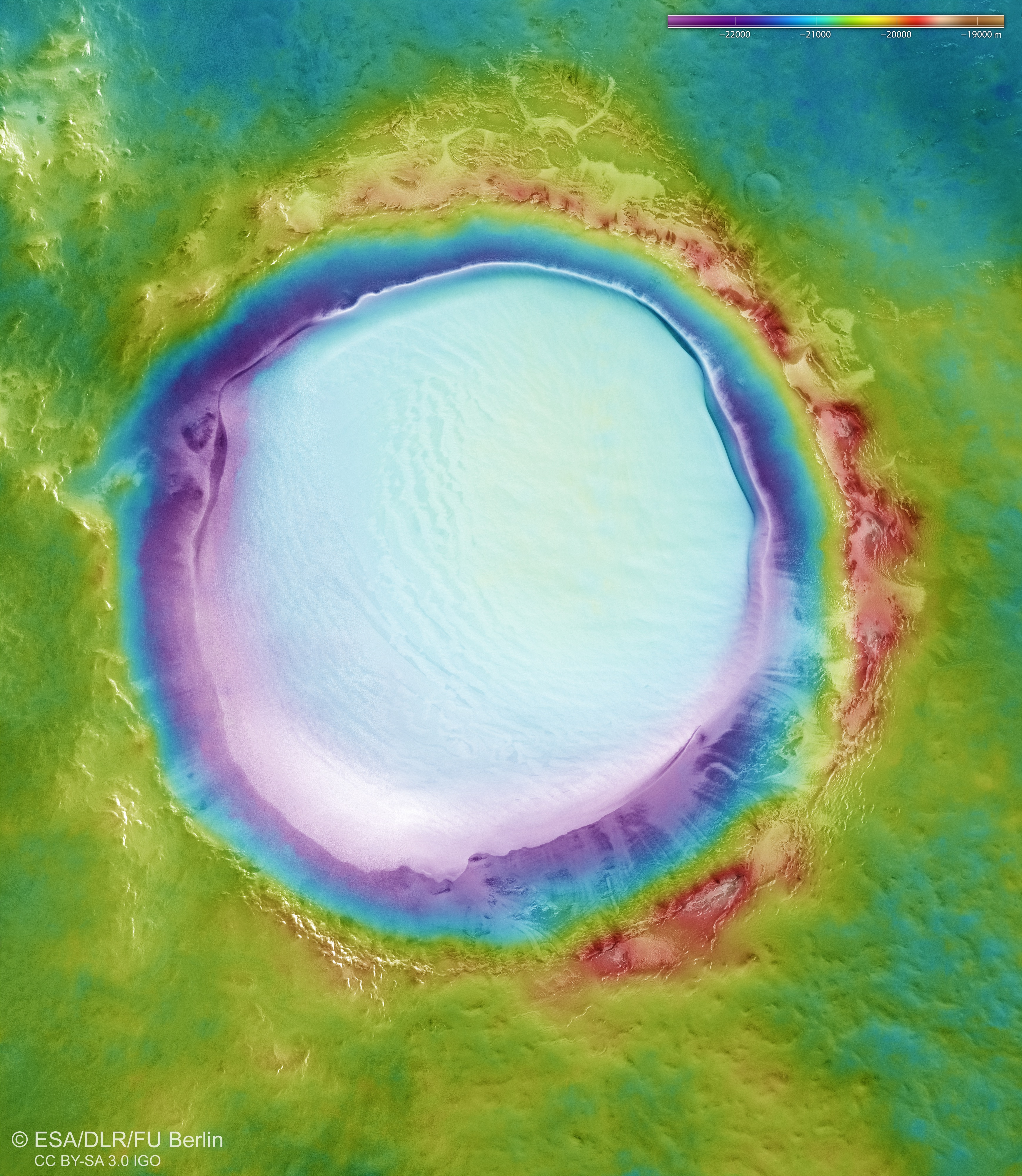
Topografická mapa s barevně odlišenou výškou terénu
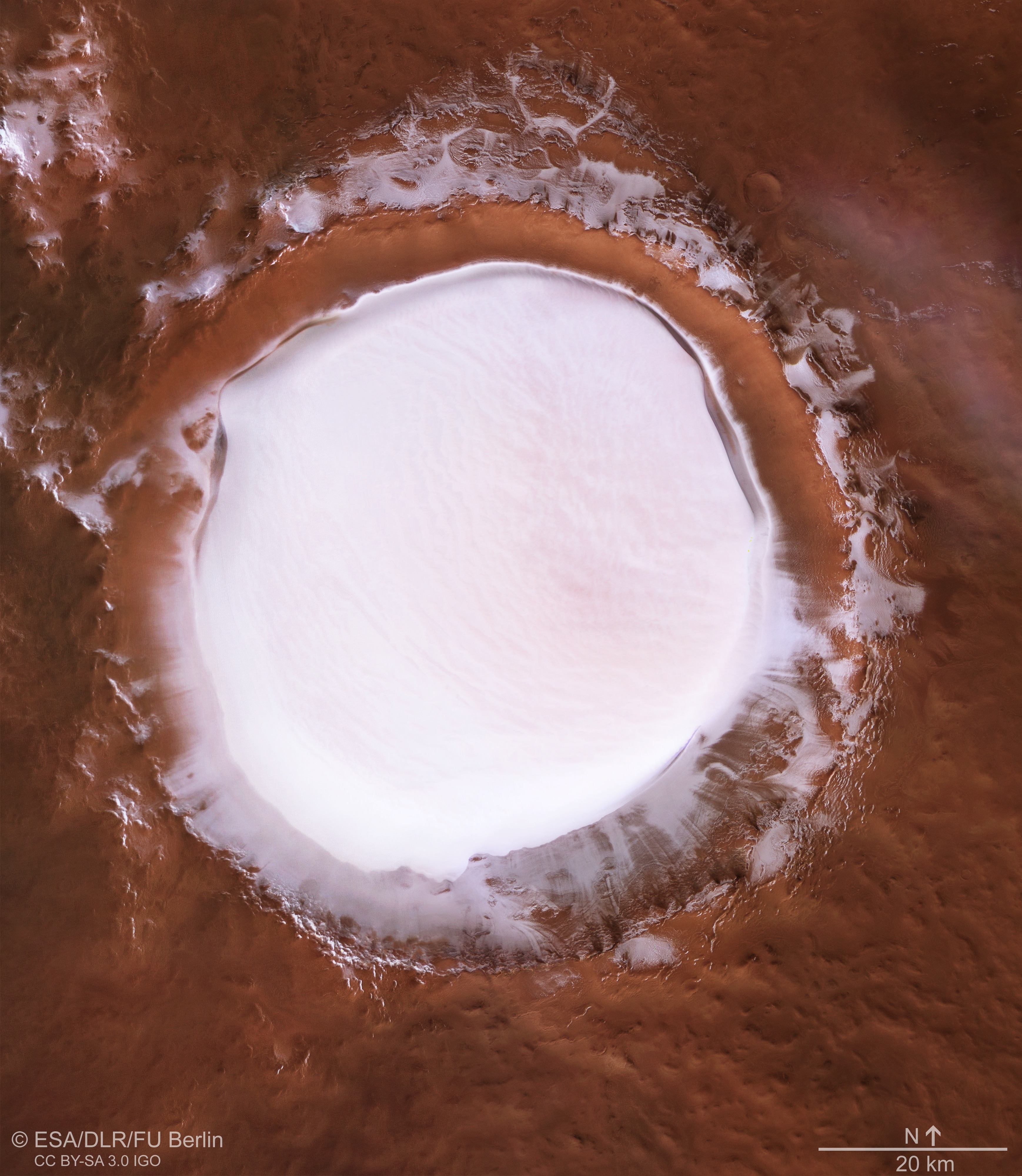
Kombinovaná fotografie pořízená sondou Mars Express
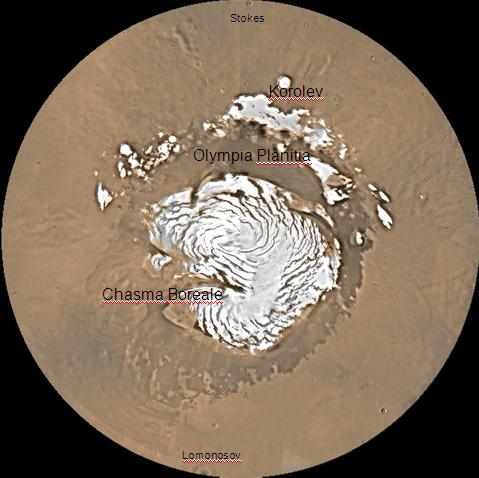
Poloha kráteru v rámci oblasti kolem severního pólu